# Аргуд
Аргуд је насељено место у Босни и Херцеговини, у општини Коњиц, у Херцеговачко-неретванском кантону које административно припада Федерацији Босне и Херцеговине. Према прелиминарним резултатима пописа 2013. у несељу су живела 34 становника.

## Географија
Назив места може се, са сигурншћу, довести у везу са латинском речи (лат. argentum) што значи сребро. Претпоставља се да је испод обљижњег узвишења Аргудац давно био рудник сребра, што потврђује овећи отвор (рупа) у овом брду, и наоколо разбацани делови земљеног посуђа и мноштво костију разног порекла.

## Становништво
По службеном попису становништва из 1991. године, Аргуд је имао 74 становника. Сви становници су били Муслимани. Муслимани се данас углавном изјашњавају као Бошњаци. Према попису из 2013. број становника се преполовио и сада их је 34 који живе у 14 домаћинстава.

### Кретање броја становника по пописима
| година пописа  | 1948. | 1953. | 1961. | 1971. | 1981. | 1991. | 2013. |
| бр. становника | —     | —     | 142   | 150   | 135   | 74    | 34    |